# Michelsberská kultura

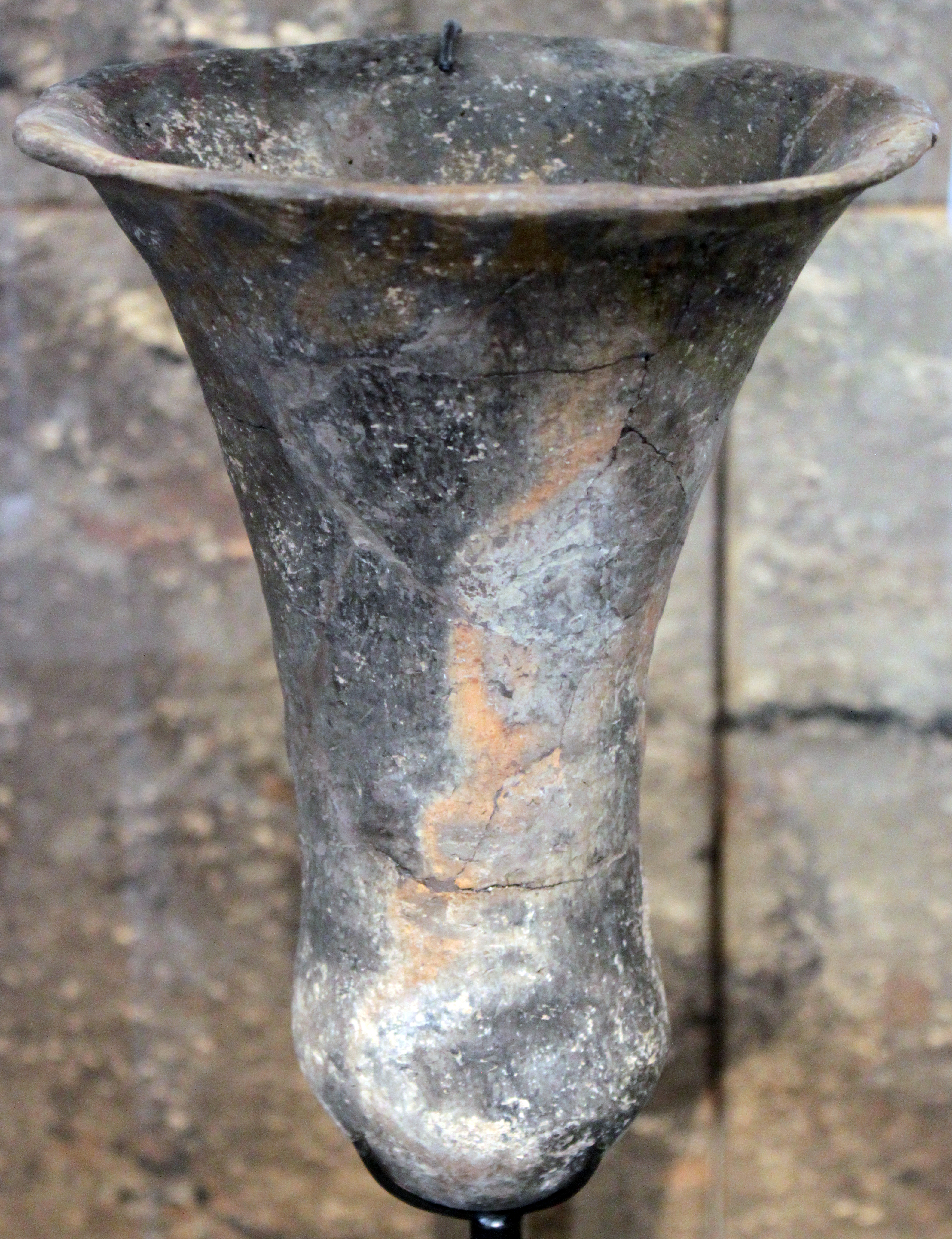
Typický tulipánovitý pohár, exponát Zemského muzea ve Württembergu

Michelsberská kultura je pravěká kultura, která se rozvíjela kolem roku 3000 př. n. l., tedy ve starším eneolitu, v širší porýnské oblasti jihozápadního Německa, vzácněji ve středním Německu a také v západních a středních Čechách, kde se objevila v období 4100–3800 před naším letopočtem. Typická jsou pro ni sídliště, někdy s příkopy a palisádou. Zcela charakteristická pro ni je nádoba zvaná tulipánovitý pohár. Z Čech pochází jejich nálezy zejména z oblasti mezi Žatcem a Ústím nad Labem. Název kultury je odvozen od kopce Michelsberg (nebo Michaelsberg) nedaleko Untergrombachu (leží mezi Karlsruhe a Heidelbergem), kde se nachází významné archeologické naleziště.

## Důležitá naleziště
- Klingenberg, Heilbronn
- Urmitz
- Ilsfeld
- Bruchsal-Aue
- Kapellenberg, Hofheim
- Venusberg, Bonn

K archeologicky prozkoumaným lokalitám v Čechách patří například hradiště Svržno, kterému předcházelo právě sídliště michelsberské kultury.